# La Julia
La Julia är en ort i Dominikanska republiken.   Den ligger i provinsen Santo Domingo, i den sydöstra delen av landet, i huvudstaden Santo Domingo. La Julia ligger 57 meter över havet och antalet invånare är 12 575.
Terrängen runt La Julia är platt. Havet är nära La Julia åt sydost.  Närmaste större samhälle är Santo Domingo, 6,9 km nordväst om La Julia. Runt La Julia är det i huvudsak tätbebyggt.